# Yucca
Genre
Synonymes
- Clistoyucca (Engelm.) Trel.[2]
- Codonocrinum Willd. ex Schult. & Schult.f.[2]
- Samuela Trel.[2]
- Sarcoyucca (Trel.) Linding.[2]

Yucca est un genre de 40-50 espèces de plantes vivaces arbustives remarquables par leurs rosettes de feuilles dures, en forme d'épée, et par les grappes de fleurs blanches ou tirant sur le blanc. 

## Étymologie
Le mot yucca vient, via l'espagnol yuca, de la langue des Arawaks d'Haïti et qui est un homonyme du mot tupi-guarani (Amérique du sud, Paraguay) désignant le manioc, qui est d'une toute autre famille botanique (le manioc est une dicotylédone, les yucca sont des monocotylédones).

## Répartition et habitat
Les yuccas se rencontrent dans les régions chaudes et sèches de l'Amérique du Nord, de l'Amérique centrale, d'Europe du Sud et des Antilles.
Ils poussent naturellement dans les zones à climat méditerranéen et à climat désertique du globe. Ils s'adaptent très bien aux zones au climat plus froid où ils ont été introduits et sont utilisés comme plantes ornementales.
Le yucca demande une lumière vive tout au long de l'année et peut passer l'hiver au frais.

## Classification
Ce genre a été décrit en 1753 par le naturaliste suédois Carl von Linné (1707-1778).
En classification phylogénétique APG III (2009) le genre Yucca est assigné à la famille des Asparagaceae alors qu'en classification classique de Cronquist (1981) ce genre était traditionnellement assigné à la famille des Agavaceae.

### Principales espèces

Quelques espèces de yuccas
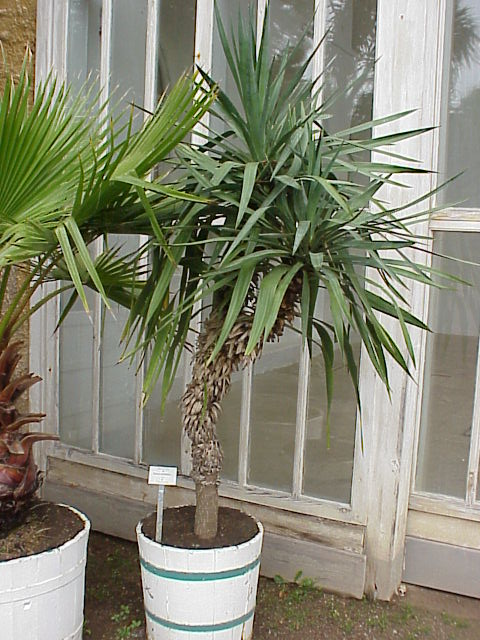
Yucca aloifolia ou Yucca à feuilles d'aloès
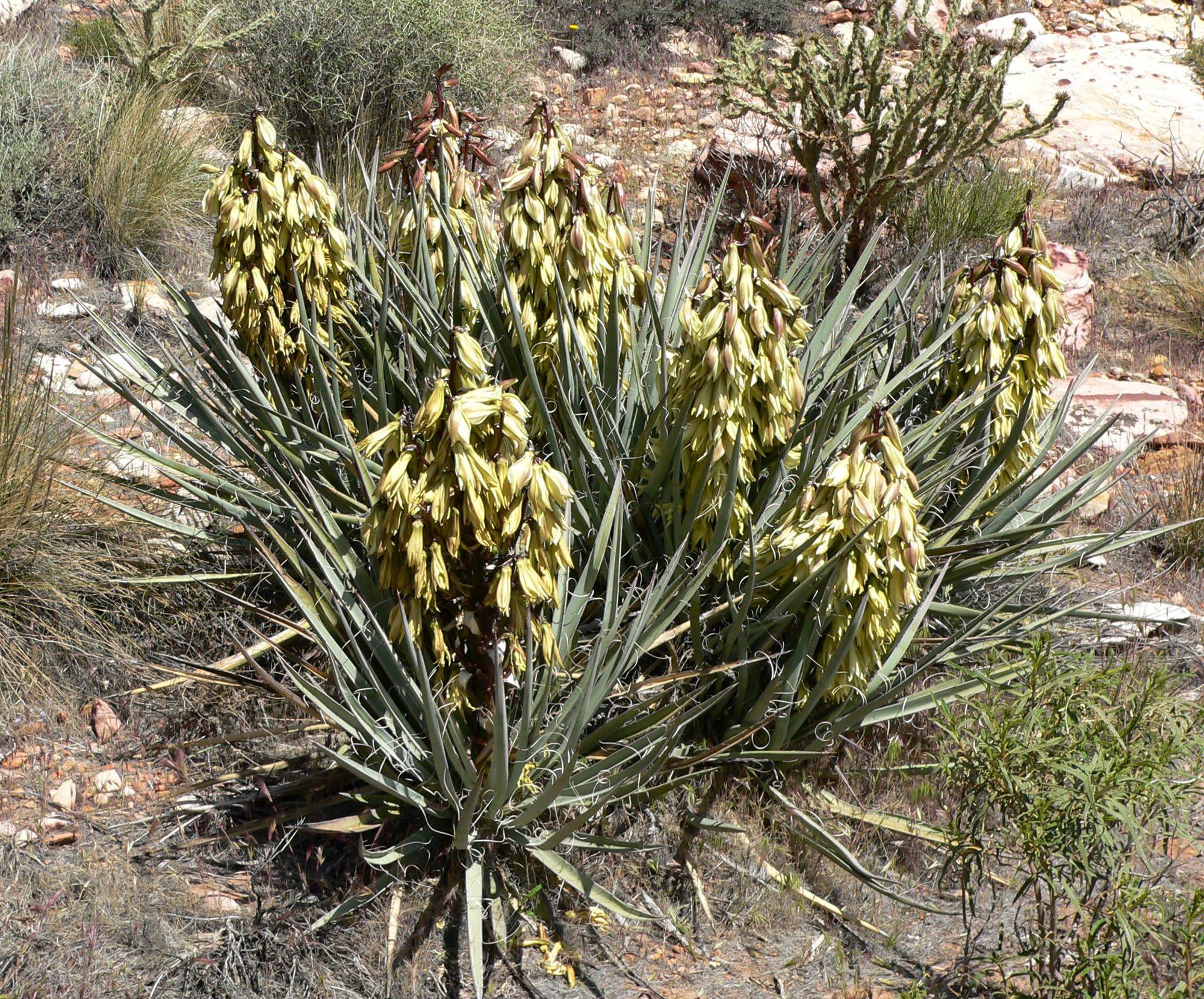
Yucca baccata ou Yucca banane
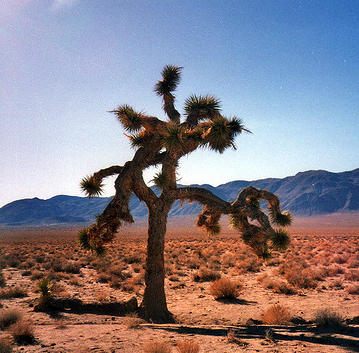
Yucca brevifolia
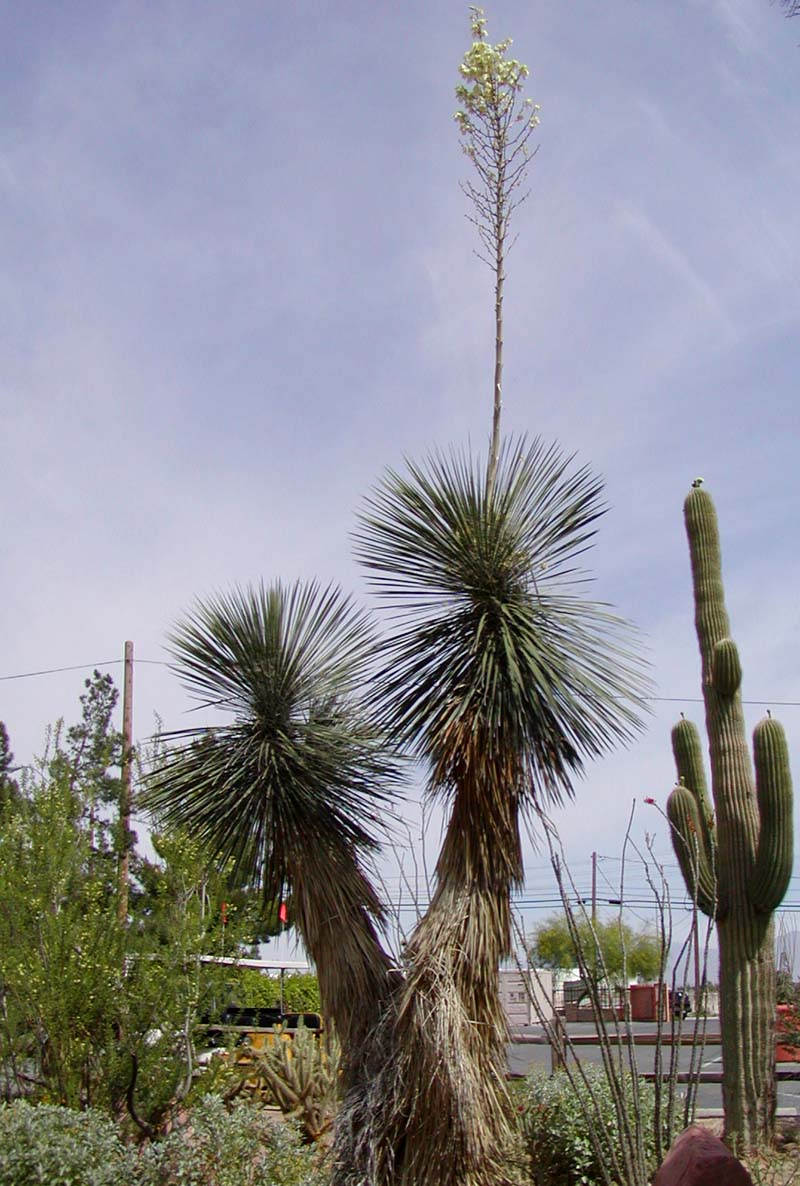
Yucca elata
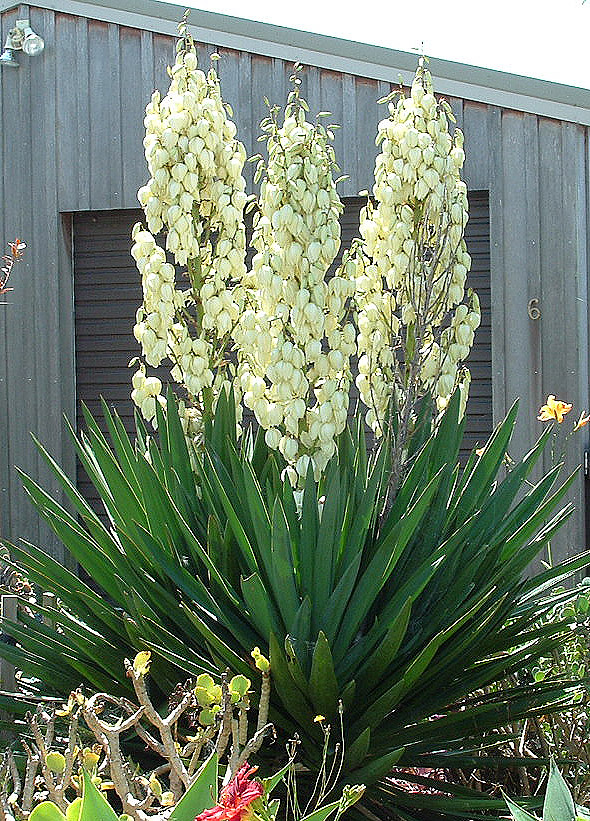
Yucca filamentosa ou Yucca filamenteux
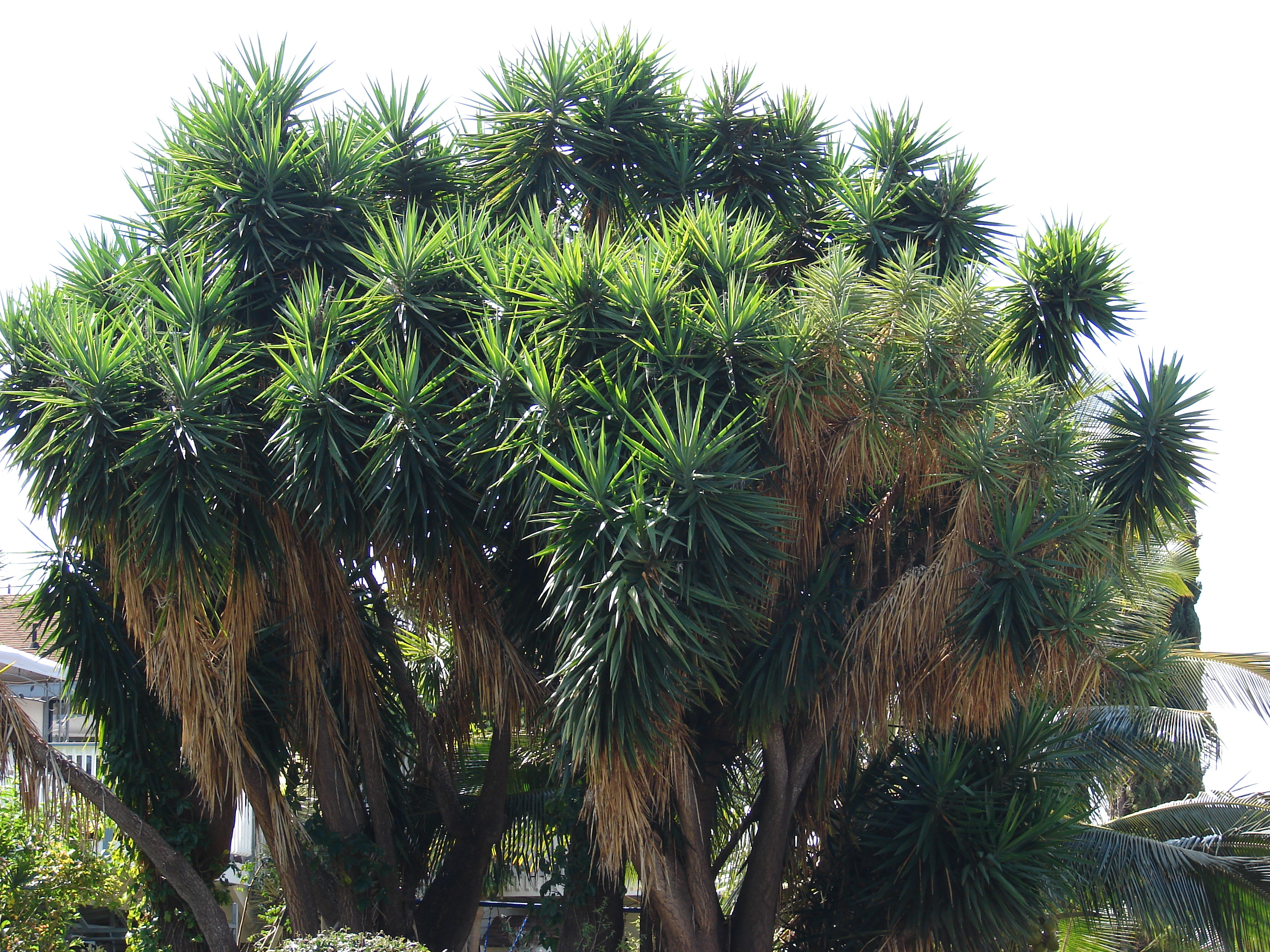
Yucca gigantea ou Yucca géant
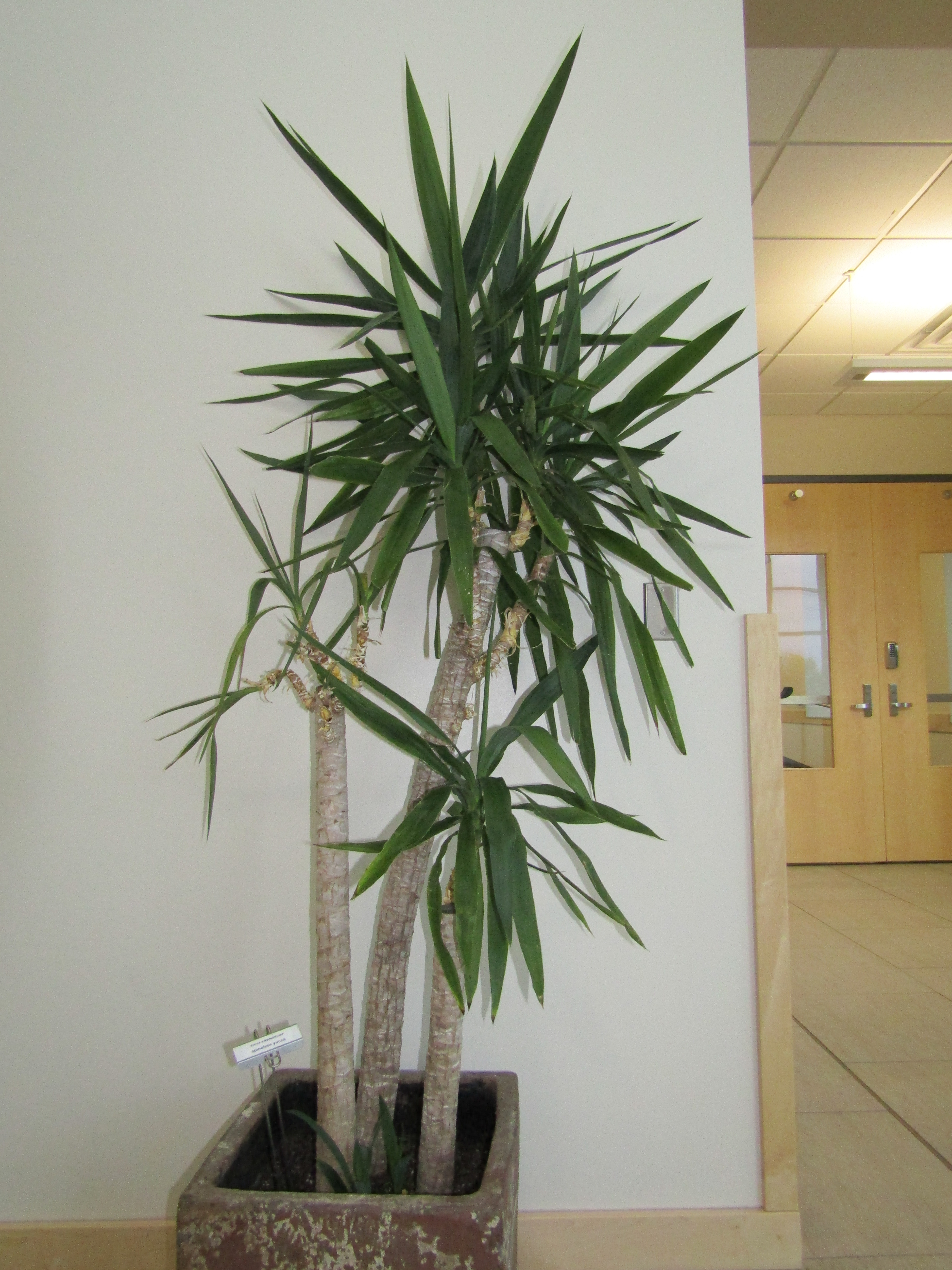
Yucca gigantea en plante d'intérieur
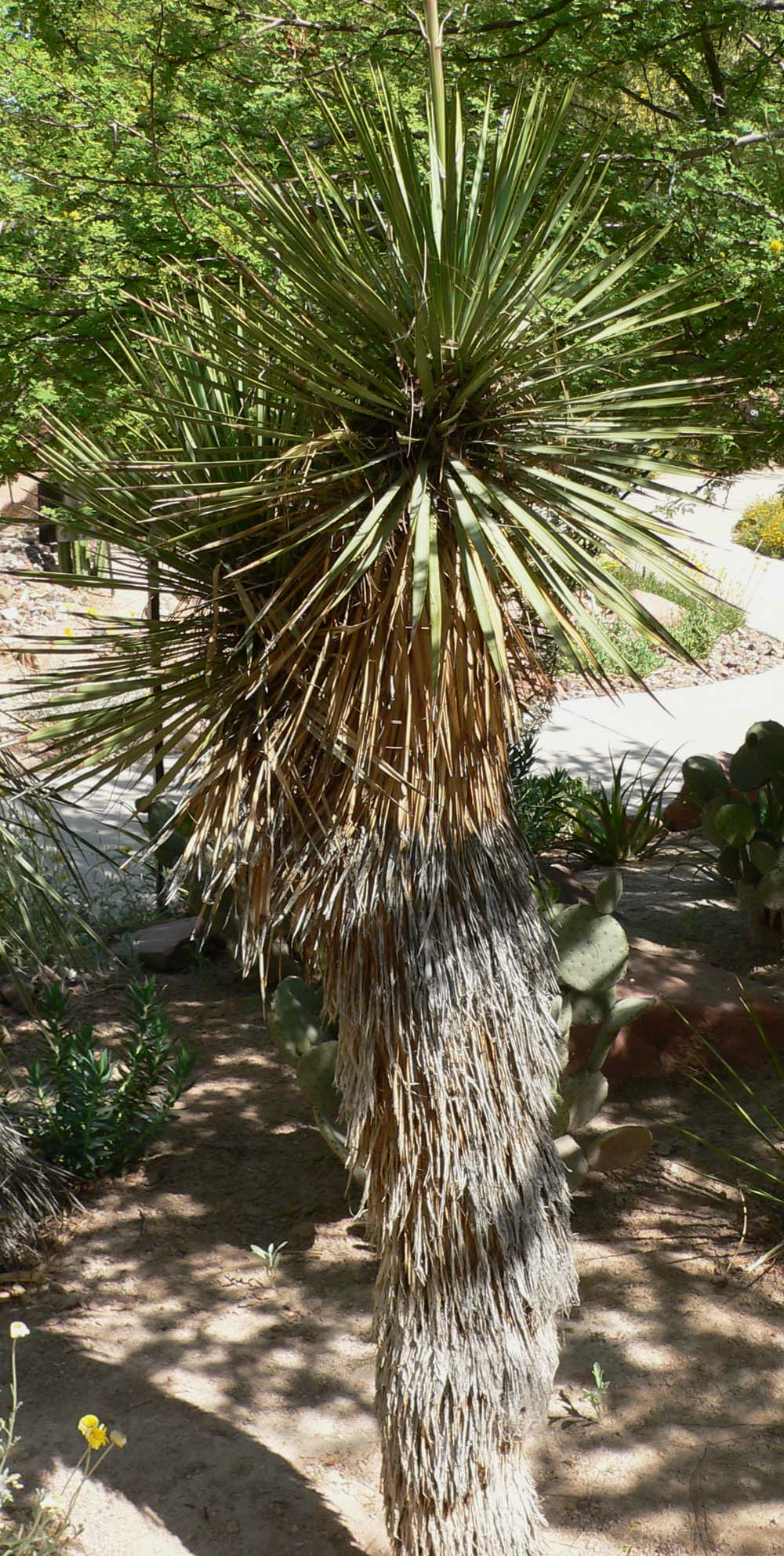
Yucca thompsoniana ou Yucca à bec
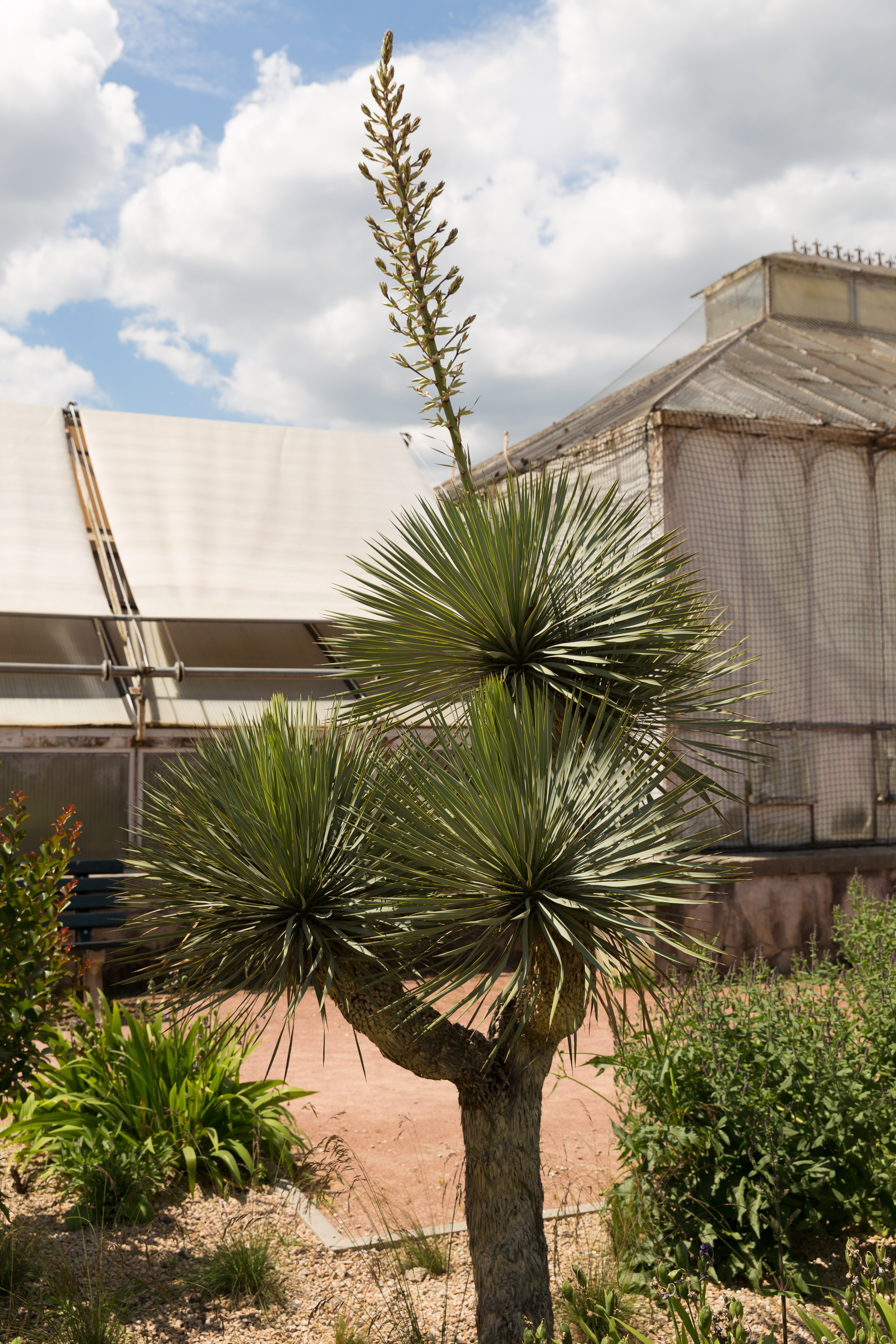
Yucca gloriosa ou Yucca superbe

### Systématique selon J. Thiede (2020)
Selon Joachim Thiede, le genre se structure comme suit :
- Section Yucca
  - Série Faxonianae McKelvey ex Hochstätter
    - Yucca carnerosana (Trel.) McKelvey
    - Yucca faxoniana (Trel.) Sarg.

  - Série Baccatae McKelvey ex Hochstätter
    - Yucca baccata Torr.
      - Yucca baccata subsp. baccata
      - Yucca baccata subsp. thornberi (McKelvey) Hochstätter

    - Yucca capensis L.W.Lenz
    - Yucca declinata Laferr.
    - Yucca endlichiana Trel.
    - Yucca grandiflora Gentry
    - Yucca schidigera Roezl ex Ortgies
    - Yucca valida Brandegee

  - Série Yucca
    - Yucca aloifolia L.
    - Yucca decipiens Trel.
    - Yucca filifera Chabaud
    - Yucca gigantea Lem.
    - Yucca guatemalensis Baker
    - Yucca jaliscensis Trel.
    - Yucca lacandonica Gómez Pompa & J.Valdés
    - Yucca linearifolia Clary
    - Yucca madrensis Gentry
    - Yucca mixtecana García-Mend.
    - Yucca potosina Rzed.
    - Yucca periculosa Baker
    - Yucca queretaroensis I.Piña
    - Yucca treculiana Carrière

  - Série Gloriosae Hochstätter
    - Yucca ×desmetiana Baker
    - Yucca gloriosa L.
      - Yucca gloriosa var. gloriosa
      - Yucca gloriosa var. tristis Carrière
- Section Clistoyucca Engelm.
  - Yucca brevifolia Engelm.
  - Yucca jaegeriana (McKelvey) L.W.Lenz
- Section Chaenoyucca Engelm.
  - Série Rupicolae McKelvey ex Hochstätter
    - Yucca cernua E.L.Keith
    - Yucca pallida McKelvey
    - Yucca reverchonii Trel.
    - Yucca rigida (Engelm.) Trel.
    - Yucca rostrata Engelm. ex Trel.
    - Yucca rupicola Scheele
    - Yucca thompsoniana Trel.

  - Série Harrimaniae McKelvey ex Hochstätter
    - Yucca angustissima Engelm. ex Trel.
      - Yucca angustissima subsp. angustissima
      - Yucca angustissima subsp. avia (Reveal) Hochstätter
      - Yucca angustissima subsp. kanabensis (McKelvey) Hochstätter
      - Yucca angustissima subsp. toftiae (S.L.Welsh) Hochstätter

    - Yucca baileyi Wooton &  Standl.
    - Yucca campestris McKelvey
    - Yucca elata Engelm.
      - Yucca elata subsp. elata
      - Yucca elata subsp. verdiensis (McKelvey) Hochstätter

    - Yucca feeanoukiae Hochstätter
    - Yucca harrimaniae Trel.
      - Yucca harrimaniae subsp. harrimaniae
      - Yucca harrimaniae subsp. sterilis (Neese & S.L.Welsh) Hochstätter

    - Yucca intermedia McKelvey
    - Yucca neomexicana Wooton & Standl.
    - Yucca utahensis McKelvey

  - Série Glaucae McKelvey ex Hochstätter
    - Yucca arkansana Trel.
    - Yucca constricta Buckley
    - Yucca filamentosa L.
    - Yucca flaccida Haw.
    - Yucca glauca Nutt.
    - Yucca ×karlsruhensis Graebener
    - Yucca necopina Shinners
    - Yucca tenuistyla Trel.
- Yucca ×schottii Engelm.

## Utilisations

### Alimentation
Ses fruits sont souvent comestibles comme ceux de Yucca filifera.

## Légendes urbaines
La présence d'araignées dans des yuccas est évoquée pour la première fois en Scandinavie et en Grande-Bretagne au début des années 1970. En France, l'histoire fait surface dans un journal lyonnais en 1986. Chaque fois, le récit est presque identique : l'arrosage du yucca provoque un bruissement des feuilles sans cesse plus fort, jusqu'au moment où des araignées émergent de la plante, les pompiers sont alors appelés pour détruire ces animaux,,. Cette rumeur est infondée : les araignées ne pondent pas dans les arbres ou la végétation ; de toute façon, les araignées qui sortent de ces œufs sont tellement petites qu'elles n'attireraient en rien l'attention de quiconque. Au plus fort de la rumeur, en 1986, l'importation des yuccas a baissé de près de deux tiers.
La presse nationale avait fini par s'intéresser à cette rumeur et à s'en faire l'écho, non pour la colporter, mais, au contraire, pour la démystifier et l'analyser. Un sociologue avait très justement noté le caractère récurrent de certaines rumeurs stéréotypées, réapparaissant toutes les trois ou quatre décennies, sous une nouvelle forme : ainsi la rumeur de la « mygale dans le yucca » n'était qu'un nouvel avatar d'une ancienne rumeur selon laquelle on avait trouvé un serpent dissimulé dans un régime de bananes. Une vieille peur irrationnelle des végétaux exotiques importés.

## Toponymes
Ces plantes étant très répandues dans le sud-ouest des États-Unis, de nombreux lieux portent leur nom : 
- Yucca Valley, en Californie,
- Yucca Mountain, dans le Nevada ,
- Yucca House National Monument.

Yucca brevifolia est aussi appelé Joshua Tree. Il en existe une grande concentration au sud de la Californie dans le Joshua Tree National Park.
Yucca désert dans [Mother]